# سونات شماره ۱۵ پیانو (بتهوون)

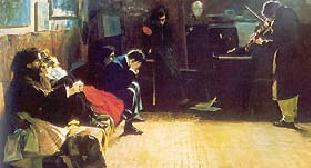
یک نقاشی از دوران 1800 میلادی در ایتالیا، بتهوون

سونات شمارهٔ ۱۵، قطعهٔ بیست‌وهشتم، که بیشتر با نام سونات چوپان یا سونات چوپانی (به [Pastorale] Error: {{Lang-xx}}: متن دارای نشانه‌گذاری ایتالیک است (راهنما)) شناخته می‌شود، نام سوناتی برای پیانو در گام رِ ماژور ساختهٔ لودویگ فان بتهوون است. آهنگساز این سونات را در سال ۱۸۰۱ و پس از سونات مهتاب (سونات پیانو شماره ۱۴) ساخت.
بتهوون این سونات را در وین، پایتخت اتریش، و پس از سونات مهتاب منتشر کرد. او این سونات را به یوزف فون زونن‌فلس‏ (۱۷۳۲–۱۸۱۷) اهدا کرد. نام چوپانی را، به دلیل شباهت‌های تِماتیک (زمینه‌ایِ) این اثر به آثار ادبیات شبانی و البته به سمفونی پاستورال (سمفونی شماره ۶ بتهوون) (۱۸۰۲–۱۸۰۶)، ناشرانِ موسیقی بعدها به سونات داده‌اند، بی آن‌که با بتهوون مشورت کنند!

## موومان‌ها
سونات شماره ۱۵ بتهوون شامل چهار موومان است:
1. آلگرو، با میزانِ 3
4 (حدود ۹ تا ۱۳ دقیقه)
2. آندانته، در میزانِ 2
4 (حدود ۶ تا ۸ دقیقه)
3. اسکرتسو: آلگرو ویواچه، با میزانِ 3
4 (حدود ۲ تا ۴ دقیقه)
4. روندو: آلگرو ما نُن تروپو، با میزانِ 6
8 (حدود ۴ تا ۶ دقیقه)

بدین ترتیب، اجرای کاملِ این سونات حدود ۲۱ تا ۳۱ دقیقه به طول می‌انجامد.